# Troup
Troup è un comune (city) degli Stati Uniti d'America situato tra le contee di Cherokee e Smith nello Stato del Texas. La popolazione era di 1.869 abitanti al censimento del 2010.

## Geografia fisica
Secondo lo United States Census Bureau, la città ha una superficie totale di 6,24 km², dei quali 6,22 km² di territorio e 0,03 km² di acque interne (0,41% del totale).

## Società

### Evoluzione demografica
Secondo il censimento del 2010, la popolazione era di 1.869 abitanti.

### Etnie e minoranze straniere
Secondo il censimento del 2010, la composizione etnica della città era formata dal 70,47% di bianchi, il 20,6% di afroamericani, lo 0,21% di nativi americani, lo 0,43% di asiatici, lo 0% di oceanici, il 5,78% di altre razze, e il 2,51% di due o più etnie. Ispanici o latinos di qualunque razza erano il 12,52% della popolazione.